# Кассия Константинопольская
Касси́я Константинопо́льская (греч. Κασσία; Кассиа́на, Кассиани́я, Икаси́я, греч. Εικασία; около 805, Константинополь — после 867, Константинополь) — греческая монахиня Константинопольской церкви (Константинопольский патриархат), основательница женского монастыря в Константинополе; поэтесса, гимнограф, композитор.
Почитается в Православной церкви как святая (в лике преподобных), память совершается 7 сентября и 16 октября (по юлианскому календарю). Является автором литургических произведений и ямбических эпиграмм; единственная женщина среди византийских гимнографов, чьи произведения вошли в богослужебные книги Православной церкви.

## Жизнеописание
Кассия родилась около 804—805 года в Константинополе в богатой и знатной семье. Её отец, по-видимому, занимал придворный чин кандидата и, вероятно, умер до 815 года. Кассия и её мать (имя неизвестно) были иконопочитателями и во время второго периода иконоборчества помогали православным исповедникам. Кассия состояла в переписке с преподобным Феодором Студитом (сохранилось три письма Феодора к ней). У Кассии также была сестра, чьё имя неизвестно.
Кассия получила хорошее светское образование: если её гимнографические произведения говорят о хорошем знании Св. Писания, то из аллюзий, содержащихся в её ямбических стихах, можно заключить, что она была знакома не только с творениями св. отцов, но и произведениями античных авторов — например, Платона и Ахилла Татия.

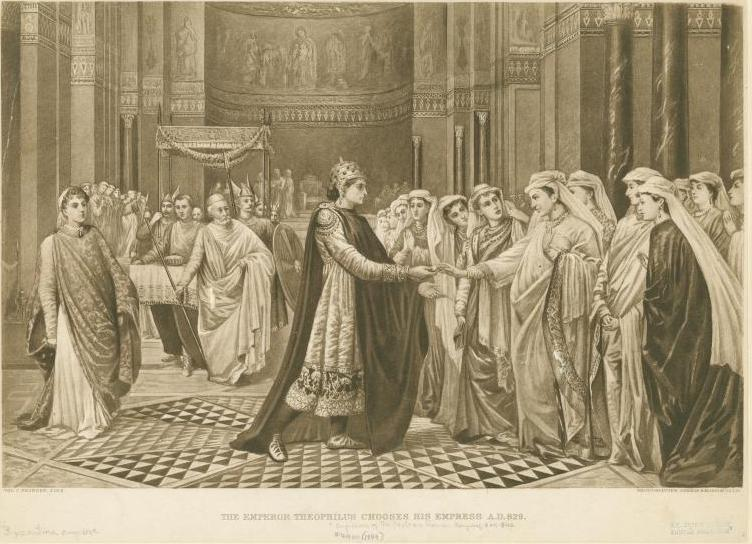
Выбор невесты императором Феофилом (литография, 1889 год)

Кассия была очень красива, и в 821 году участвовала в смотре самых красивых девушек Империи, устроенном для императора Феофила. В хрониках встречается указание, что выбор невест и женитьба имели место в 830 г., по указанию мачехи Феофила Евфросины, но это не совсем согласуется с данными всех источников, а также с хронологией жизни Кассии, которая не могла участвовать в смотринах в 830 г., поскольку в то время ей было бы уже не меньше 25 лет, дату 830 г. для выбора невест поддерживал Тредгольд (который к тому же ошибочно считал, будто Феофил родился в 813 г.), и некоторые ученые (но далеко не все) некритично приняли его выводы; в настоящее время этот взгляд пересматривается, поскольку построения Тредгольда невозможно согласовать с хронологией жизни как Кассии, так и Феофила.
Господи, яже во многия грехи впадшая жена, Твое ощутившая Божество, мироносицы вземши чин, рыдающи миро Тебе прежде погребения приносит: увы мне глаголющи! …Приклонися к моим воздыханием сердечным, приклонивый небеса неизреченным Твоим истощанием: да облобыжу пречистеи Твои нозе, и отру сия паки главы моея власы, ихже в раи Ева, по полудни, шумом уши огласивши, страхом скрыся…
Не став императрицей, Кассия основала в Константинополе монастырь, постриглась там и вела подвижническую жизнь, сочиняя церковные гимны (стихиры) и каноны. Точное местоположение её монастыря неизвестно; мы знаем лишь то, что он находился в долине реки Ликос, недалеко от старой (до-феодосиевой) стены Города, построенной императором Константином Великим, и вблизи монастыря Св. Дия. Сохранились также ямбические стихи-эпиграммы, сочиненные ею, на разные темы — о дружбе, о любви, о монашеской жизни, против глупцов и т. д. По преданию известная стихира «Господи, яже во многие грехи впадавшая жена» была написана Кассией под впечатлением отказа императора Феофила вновь увидеться с ней.
Скончалась Кассия около 867 года, в 1892 году канонизирована в лике святых Православной церкви.

## Творения
- Ямбические эпиграммы;
- Стихиры;
- Четверопеснец на Великую субботу;
- Канон об упокоении усопших.

Кассия Константинопольская — одна из наиболее ранних композиторов, чьи сочинения могут быть интерпретированы и исполнены современными музыкантами. Одно из её произведений — «O Synapostatis Tyrannos» в переложении для струнного квартета — было записано ансамблем «Kronos Quartet». На текст тропаря Кассии (в английском переводе) написал масштабную композицию «Мироносица» Дж. Тавенер (1993). В 2008 году специально для исполнения сочинений монахини Кассии был создан немецкий женский вокальный секстет «VocaMe».

## В литературе
- Монахиня Кассия (Т. А. Сенина). «Кассия». Роман из цикла «Сага о Византии». 1-е издание — Москва: «Memories», 2010; 2-е издание — Москва: «Книга по требованию», 2012; 3-е издание — Санкт-Петербург: Издательский проект «Квадривиум», 2015.

## В массовой культуре
- Карима МакАдамс сыграла роль Кассии Константинопольской в телесериале «Викинги» (5 сезон).